# Детская Восточно-Сибирская железная дорога
Детская Восточно-Сибирская железная дорога — детская железная дорога в Иркутске.

## История
Детская железная дорога в Иркутске была спроектирована в феврале 1937 года и открыта 8 ноября 1939 года. ДЖД располагалась в предместье Рабочее г. Иркутска и имела длину 1 км. В 1992 году ДЖД была перенесена на острова Юности и Конный, а спустя 10 лет, в 2002 году, на станции Солнечной (единственной на тот момент после переноса) была введена первая очередь вокзального комплекса — учебные классы, библиотека, музей истории российских железных дорог. В 2003 году были введены в строй ещё 2 станции — «Родники» и «Ангара». Тогда же детской железной дороге было присвоено имя Георгия Игнатьевича Тетерского — почётного железнодорожника, руководителя объединённой Восточно-Сибирской и Красноярской магистрали с 1968 по 1979 год.

## Подвижной состав
Иркутская ДЖД имеет 4 тепловоза: ТУ2-228, ТУ2-053, ТУ7-2925, ТУ10-016 (прибыл в декабре 2012); 14 вагонов ПВ40; 2 вагона Pafawag (оба списаны). В 2007 году тепловоз ТУ2-228 был модернизирован в депо Слюдянка. Позже, в 2008 году на модернизацию в то же депо был отправлен тепловоз ТУ2-053.

## Путевое развитие
ДЖД имеет 3 станции: «Солнечная»(3 пути), «Ангара»(2 пути), «Родники»(3 пути). Станция «Солнечная» является основной, на ней находятся вокзал, учебные корпуса. Станции «Ангара» и «Родники» имеют платформы, но остановок по ним нет.

## Руководство
Валентин Иванович Красюков, много лет руководивший этим заведением, покинул пост начальника Детской железной дороги. С 2011 года начальником Детской Восточно-Сибирской железной дороги ВСЖД филиала ОАО РЖД стал Коршунов Александр Александрович, с 2018 года Трофимов Юрий Анатольевич, с 2021 года Иванов Илья Николаевич, а с 2023 Шабанов Алексей Михайлович.